# Peter Friedman
Peter Friedman est un acteur américain né à New York le 24 avril 1949.

## Filmographie
- 1980 : Christmas Evil (You Better Watch Out) de Lewis Jackson
- 1981 : Le Prince de New York (Prince of the City) : D.A. Goldman
- 1983 : Daniel de Sidney Lumet : Ben Cohen
- 1988 : La Septième Prophétie (The Seventh Sign) : Father Lucci
- 1992 : JF partagerait appartement (Single With Female) : Graham Knox
- 1994 : Blink : Docteur Ryan Pierce
- 1996 : I Shot Andy Warhol de Mary Harron
- 1996 : I'm Not Rappaport de Herb Gardner (en)
- 2001 : Attraction animale (Someone Like You...)
- 2003 : Paycheck (Paycheck) : Brown
- 2006 : La Couleur du crime (Freedomland) : Lt. Gold
- 2007 : La Famille Savage (The Savages) : Larry
- 2007 : I'm Not There : Morris Bernstein
- 2007 : Damages (TV) : District Attorney (1 épisode)
- 2008 : Synecdoche, New York : Un Docteur
- 2013 : Effets secondaires : un collègue de Banks
- 2015 : The Affair (TV) : Robert
- 2018-2023 : Succession : Frank Vernon
- 2022 : She Said de Maria Schrader : Lanny Davis